# Cantó de Gond-Pontouvre
El cantó de Gond-Pontouvre és un cantó francès del departament del Charente, situat al districte d'Angulema. Té 4 municipis i el cap és Gond-Pontouvre.

## Municipis
- Balzac
- Champniers
- Gond-Pontouvre
- Saint-Yrieix-sur-Charente

## Història
| Data d'elecció                           | Identitat      | Partit | Qualitat |
| ---------------------------------------- | -------------- | ------ | -------- |
| 1982-                                    | Jeanne Filloux | PS     |          |
| les dades anteriors no són pas conegudes |                |        |          |
|                                          |                |        |          |